# Puccinellia hybrida
Puccinellia hybrida là một loài thực vật có hoa trong họ Hòa thảo. Loài này được Holmb. miêu tả khoa học đầu tiên năm 1920.